# Церковь истинно-православных христиан Греции (Синод Хризостома)
Церковь истинно-православных христиан Греции (греч. Ἐκκλησία τῶν Γνησίων Ὀρθοδόξων Χριστιανῶν τῆς Ἑλλάδος), также Хризосто́мовский Сино́д или Синод Хризостома — старостильная церковная юрисдикция греческой традиции, самая многочисленная (на 2024 год) по количеству своих членов старостильная церковь в Греции. Предстоятелем является архиепископ Афинский Каллиник (Сарандопулос) (с 2010).
После заключённого 18 марта 2014 года соглашения с Синодом противостоящих о слиянии структур, объединяет 22 архиерея (+ 4 на покое), 280 священнослужителей, 290 приходов и более 100 монастырей и скитов.
Синодальная резиденция, а также канцелярия Синода и редакция официального органа Синода — журнала «Φωνή της Ορθοδοξίας» («Голос Православия») находятся в одном из жилых домов Афин, в районе Омония (ул. Канингос, 22).
С 2011 года в США действует Православный богословский институт Трёх Святителей с очно-заочной формой обучения.

## История

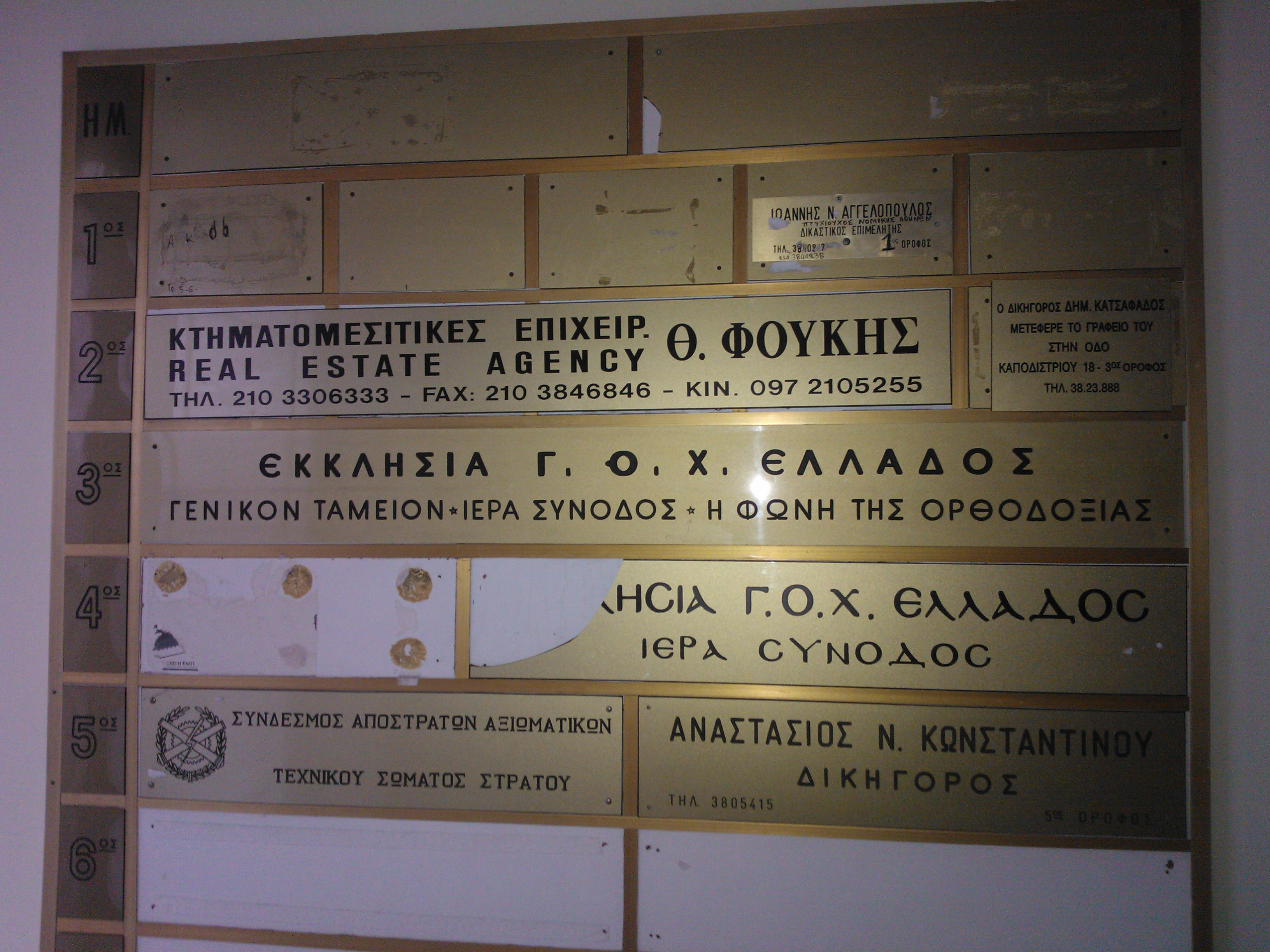

После того, как в сентябре 1955 года скончался Первоиерарх ИПЦ Греции митрополит Флоринский Хризостом I (Кавуридис), в «флоринитской» ветви старостильной Церкви ИПХ Греции пресеклась собственная иерархия. Для административного управления церковной структурой Собором духовенства и мирян был избран Церковный Совет, в состав которого вошли 12 архимандритов.
В январе 1957 года, на II Всегреческом Соборе духовенства и мирян ИПЦ Греции, были избраны три кандидата на епископское рукоположение — архимандрит Акакий (Паппас), Хризостом (Киусис) и Хризостом (Наслимис). После Собора архимандрит Хризостом (Киусис), как Генеральный Секретарь Церковного Совета, принял активное участие в переговорах с архиереями Русской православной церкви заграницей на предмет восстановления епископата для ИПЦ Греции.
В результате проведенных переговоров 9 (22) декабря 1960 года в городе Детройте два иерарха Русской зарубежной церкви — епископ Чикагский Серафим (Иванов) и епископ Севрский Феофил (Ионеску) совершили для ИПЦ Греции архиерейскую хиротонию архимандрита Акакия (Паппаса). Парадоксально, но епископ Феофил окормлял румынские приходы РПЦЗ, где использовался новый стиль.
В мае 1962 года в Афины по приглашению Синода ИПЦ Греции с благословением и материальной поддержкой от епископа Иоанна (Максимовича) прибыл архиепископ Чилийский Леонтий (Филиппович), который совместно с епископом Акакием рукоположил ещё четырёх епископов: Кикладского Парфения (Скурлиса), Гардикийского Авксентия (Пастраса), Саламинского Геронтия (Мариолиса) и Диавлейского Акакия (Паппаса) (младшего). Митрополит Анастасий (Грибановский) отказался признать совершённые хиротонии, а самому архиепископу Леонтию за них был сделан выговор на заседании Архиерейского Собора РПЦЗ 17 (30) ноября 1962 года, однако в защиту иерархов выступили архиепископы Аверкий (Таушев) и Иоанн (Максимович).
Летом 1971 года архимандрит Хризостом (Киусис) был хиротонисан во епископа и возведён в достоинство митрополита. В его хиротонии приняли участие Председатель Синода ИПЦ Греции архиепископ Афинский и всея Эллады Авксентий (Пастрас), митрополит Пирейский Геронтий (Мариолис), а также иерархи Русской православной церкви заграницей.
В 1978 году архиепископ Авксентий принял из РПЦЗ архимандрита Иоанна (Роша), при этом было совершено его повторное крещение и перерукоположение; в том же году его посвятили во епископа Лиссабонского. Это понудило РПЦЗ разорвать общение с флоринитами.
22 октября 1985 года архиепископ Авксентий (Пастрас) и епископы Максим (Валлианатос), Герасим (Вракос), Афанасий (Посталас), Герман (Афанасиу) были объявлены низложенными, что ими не было признано. Таким образом они сформировали собственный синод.
В 1995 году от Синода Хризостома отделился митрополит Фессалоникийский Евфимий (Орфанос).
В октябре 2004 года Хризостомовский синод был официально зарегистрирован властями Греции как «Некоммерческая Ассоциация „Церковь ИПХ Греции“». Тем самым «хризостомовцы» получили необычный для греческой старостильной организации статус юридического лица. Изменение юридического положения дало повод Хризостомовскому синоду заявить об изменении своего положения относительно других групп ИПХ. В частности, Хризостомовский синод уже потребовал от других старостильных Церквей не использовать в своем названии аббревиатуры «ИПХ» («истинно-православные христиане»).

### Миссия в Сербии и Боснии
В период с 1995 по 2009 годы, по поручению Синода ИПЦ Греции, митрополит Ахайский и Пелопоннеса Каллиник (Сарандопулос) осуществлял архипастырское попечение о приходах и монастырях истинно-православных христиан в Сербии и Боснии.
В связи с центробежными тенденциями в рядах сербского духовенства, в 2011 году бывшему сербскому епископу Рашско-Призренскому Артемию (Радосавлевичу) от членов Синода ИПЦ Греции поступило предложение войти в юрисдикцию старостильного Синода с потенциальной возможностью управлять подотчётными Синоду приходами на территории Сербии и Боснии. План, однако, осуществлён не был.
В 2011 году половина сербских приходов во главе с иеромонахом Акакием (Станковичем) при поддержке Русской истинно-православной церкви объявила о самостоятельности Сербской истинно-православной церкви, в связи с чем на заседании Синода ИПЦ Греции, прошедшем 16 августа 2011 года в Афинах, греческие архиереи констатировали «отпадение в раскол группы сербов во главе с Акакием (Станковичем)» и постановили прекратить переговорный процесс о взаимопризнании с архиереями Русской истинно-православной церкви.
Оставшиеся в юрисдикции греческого Синода приходы св. Саввы Сербского в Белграде (священник Савва Микич), приход святого Стефана Милютина в Смедерево, Успенский приход (священник Мефодий Захарич) и небольшой женский монастырь в Пирковчи, в Боснии, а также скит святителя Николая в Сербии в настоящее время находятся на архипастырском попечении епископа Марафонского Фотия (Мандалиса).

### Объединительный процесс с Синодом противостоящих
С 2008 года начались предварительные консультации об объединительном процессе с Синодом противостоящих. В конце ноября 2012 года «хризостомовский» и «киприанитский» Синоды завершили подготовительные процедуры для начала переговоров об объединении, что было отражено в совместном коммюнике. На прошедших с 16 января по 4 марта 2014 года заседаниях выработаны экклезиологические формулировки объединительного процесса.
5 (18) марта 2014 года произошло подписание соглашения об объединении структур ИПЦ Греции с Синодом противостоящих, что было зафиксировано сослужением всех членов новообразованного Синода за общей литургией 10/23 марта в Никольском монастыре в Пайания (Афины). В новообразованный Синод вошли девять митрополитов и одиннадцать епископов. При объединении «киприаниты» приняли «Хризостомовскую» экклесиологию.

### Переговорный процесс с «матфеевцами»
В конце 2015 года, в ходе визита на Кипр митрополита Оропосского и Филийского Киприана (Йюлиса), были предприняты шаги к налаживанию отношений с одним из матфеевских синодов, возглавляемым архиепископом Афинским Стефаном (Цакироглу).

## Первоиерархи
Основателем юрисдикции с 1935 года стал митрополит Флоринский Хризостом I (Кавуридис), оставаясь на должности предстоятеля до своей кончины, последовавшей 7 сентября 1955 года. После более чем пятилетного вдовства, должность предстоятеля занял 22 декабря 1960 года епископ Талантийский Акакий (Паппас-старший) (возведён в достоинство архиепископа Афинского в конце 1963 года). Скорая кончина архиепископа Акакия, последовавшая 1 декабря 1963 года, привела к избранию 7 декабря 1963 года новым предстоятелем архиепископа Авксентия (Пастраса). В связи с произошедшими разделениями, 22 октября 1985 года архиепископ Авксентий был низложен Синодом и местоблюстителем архиепископского престола был избран митрополит Пирейский Геронтий (Мариолис).
В январе 1986 года новым архиепископом Афинским был избран Хризостом II (Киусис), оставаясь в должности предстоятеля до своей кончины, последовавшей 19 сентября 2010 года года. До избрания нового предстоятеля местоблюстителем трона являлся митрополит Фессалоникийский и Димитриадский Максим (Цицимбакос).
5 октября 2010 года новым предстоятелем был избран архиепископ Каллиник (Сарандопулос).

## Современное состояние

### Приходы, миссии и монастыри
Церкви, приходы и миссии
- Греция — 234
- США и Канада — 48
- Европа — 21
- Южная Осетия и Грузия — 12
- Африка — 35
- Австралия и Новая Зеландия — 10
- Азия — 1

Монастыри и монашеские общины
- Греция — 105
- США и Канада — 10
- Европа — 8
- Южная Осетия и Грузия — 2
- Африка — 2
- Австралия и Новая Зеландия — 1

### Епископат

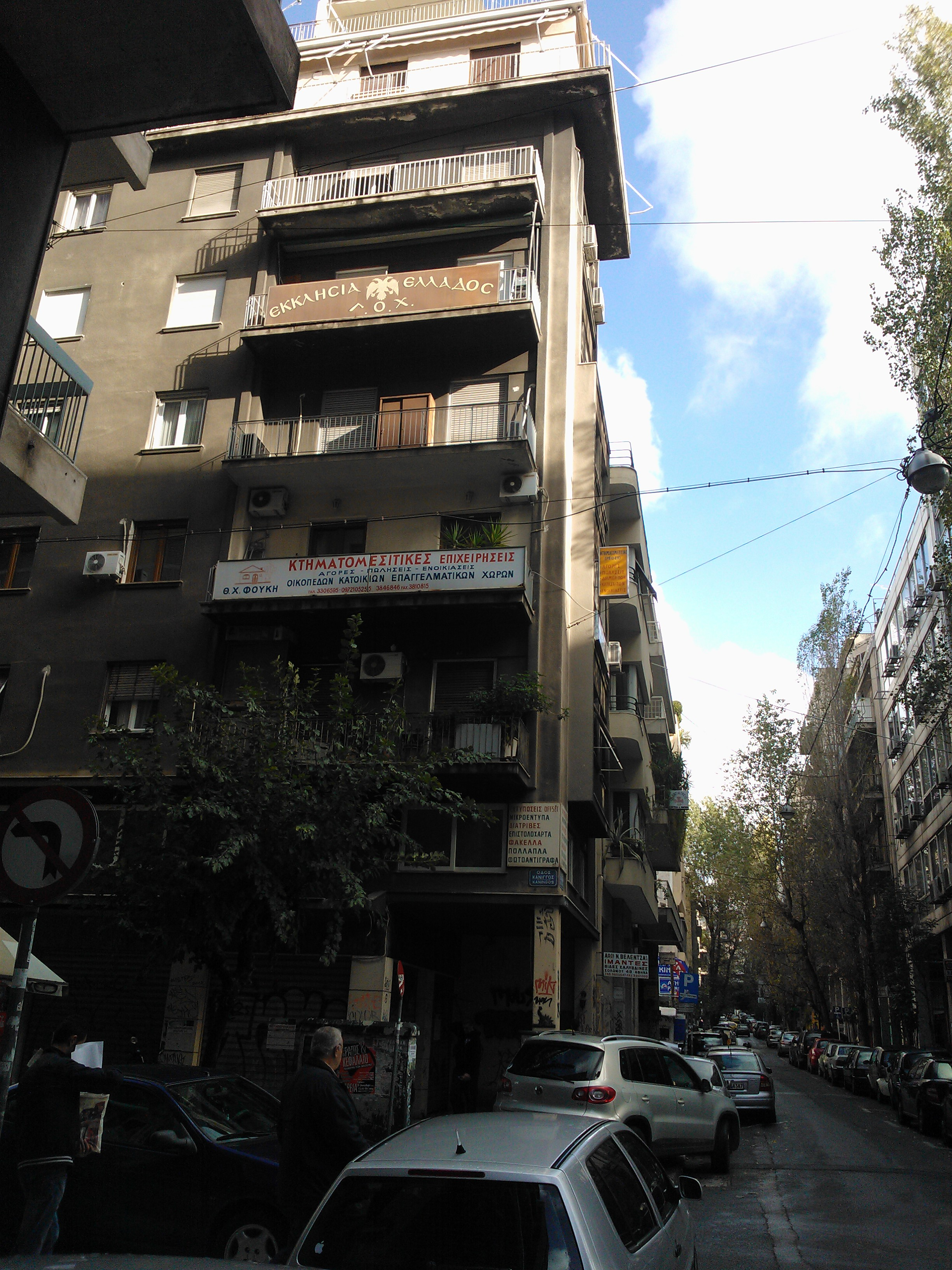
Помещения ИПЦ Греции (Синод Хризостома) в жилом здании в Афинах (ул. Канингос, 22)

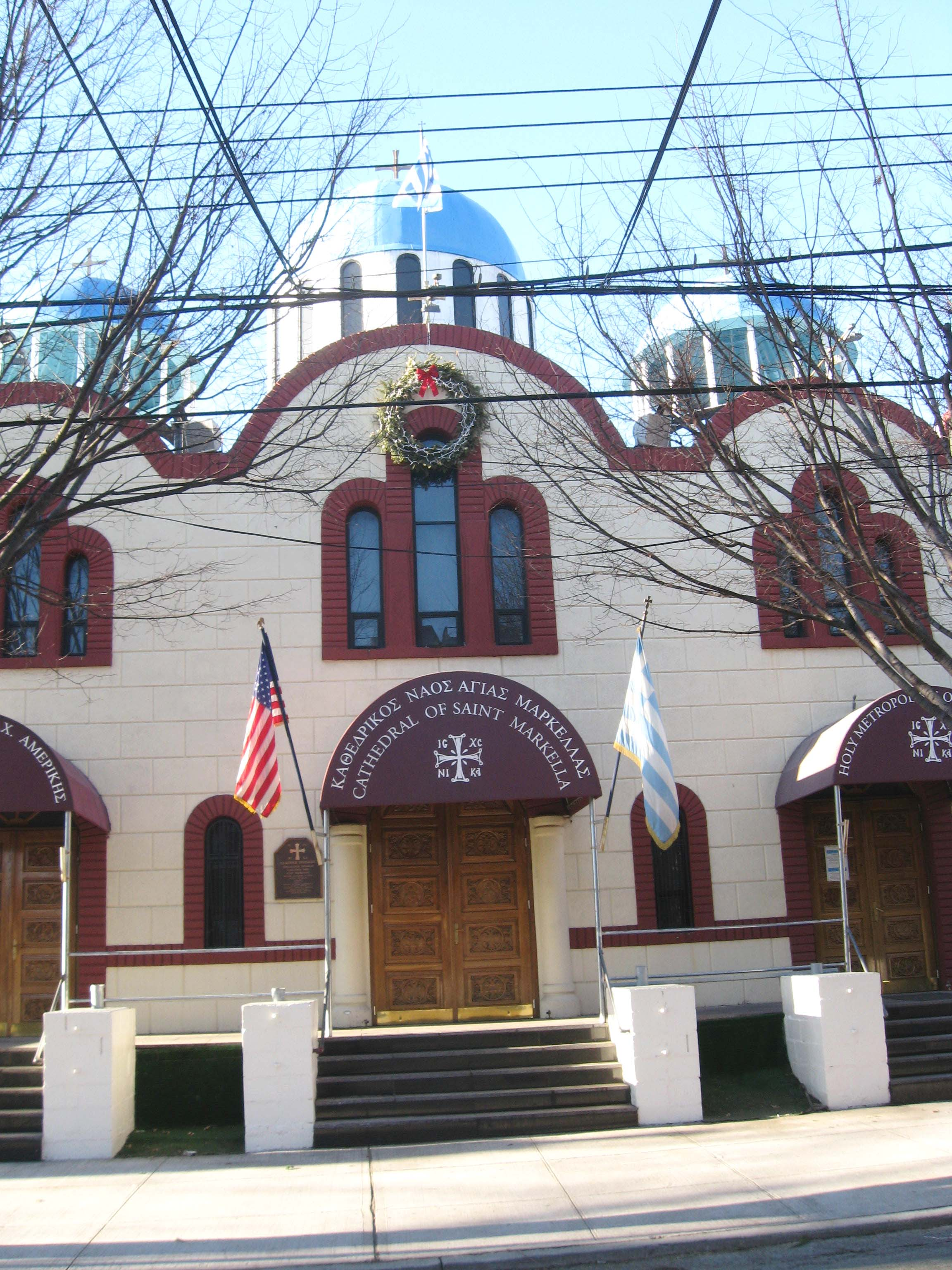
Собор Св. Маркеллы в Куинс

На август 2023 года Синод состоял из Председателя, 10 митрополитов и 5 епископов. Кроме того, один митрополит и два епископа числились на покое.
Председатель
- Архиепископ Афинский и всея Греции Каллиник (Сарандопулос)

Митрополиты
- митрополит Пирейский и Саламинский Геронтий (Лударос)
- митрополит Аттикийский и Беотийский Хризостом (Маниотис)
- митрополит Фессалоникийский Григорий (Маркопулос)
- митрополит Димитриадский Фотий (Мандалис)
- митрополит Торонтский Моисей (Махани)
- митрополит Американский Димитрий (Кириаку)
- митрополит Филиппский и Маронийский Амвросий (Никифоридис)
- митрополит Оропосский и Филийский Киприан (Йюлис)
- митрополит Ларисский и Платамонский Климент (Пападопулос)
- митрополит Мефонский Амвросий (Бэрд)

Епископы:
- епископ Этнийский и Портлэндский Авксентий (Чапмен)
- епископ Феопольский Христодул (Михалакис)
- епископ Пелагонийский Максим (Марретта)
- епископ Никопольский (Джакартский) Даниил (Бьянторо)
- епископ Талантийский (викарий) Каллиник (Илиопулос)
- епископ Икортский (викарий) Симон (Гаглоев)[вд]

На покое
- митрополит-эмерит Американский Павел (Стратигеас)
- епископ Христиануполиский Хризостом (Марласес)
- епископ Портлэндский Сергий (Блэк)

Церковь истинно-православных христиан Америки:
- митрополит Американский Димитрий (Кириаку)
- митрополит Торонтский Моисей (Махани)
- епископ Этнийский и Портлэндский Авксентий (Чапмен)
  - епископ Феопольский Христодул (Михалакис), (викарий)
  - епископ Асторийский Венедикт (Миовский), (викарий)

Другие
- епископ Лунийский Силуан (Ливи) (?)
- б. епископ Аланский Георгий (Пухатэ) (?)
- епископ Вресфенский Феодосий (Василиу) († 2024)
- митрополит Эврипский и Эввийский Иустин (Колотурос) (†2023)
- митрополит Ларисский и Платамонский Афанасий (Посталас) (†2021)
- митрополит Аттикийский и Диавлейский Акакий (Паппас) (†2019)
- митрополит Австралийский и всея Океании Спиридон (Ермогенус) (†2012)